# Tân Văn Liên Bố
Tân Văn Liên Bố (giản thể: 新闻 联播; phồn thể: 新聞 聯播; bính âm: Xīnwén Liánbō) là một chương trình thời sự hàng ngày được sản xuất và phát sóng bởi Đài Truyền hình Trung ương Trung Quốc (CCTV). Trong thời gian phát sóng gốc, chương trình được chiếu đồng thời ở hầu hết các đài truyền hình địa phương và trung ương ở Trung Quốc đại lục, khiến nó trở thành một trong những chương trình được xem nhiều nhất trên thế giới. Chương trình đã bắt đầu phát sóng kể từ ngày 1 tháng 1 năm 1978.
Chương trình được sử dụng như một phương tiện để nhà nước công bố các thông báo và cuộc họp của chính phủ, bàn luận về vấn đề kinh tế và nhiều chính sách lớn, cùng với đó là thông tin về hoạt động của các nhà lãnh đạo quốc gia. Đồng thời chương trình cũng phản ánh quan điểm chính thức của Đảng Cộng sản Trung Quốc về một số vấn đề và ý kiến khác nhau. Một số cáo buộc cho rằng chương trình đã được phục vụ như một phương tiện để đảng tuyên truyền đường lối chính sách của mình hơn là nhắc đến các sự kiện tin tức quan trọng trong ngày. Ngoài ra chương trình cũng đã bị chỉ trích ở cả Trung Quốc lẫn quốc tế vì sự thiếu trung lập trong việc đưa tin. Hiện nay, mặc dù mức độ phổ biến của chương trình ngày càng giảm, nó vẫn là một chương trình được nhiều người theo dõi rộng rãi.

## Nội dung
Tân Văn Liên Bố được phát sóng bởi hầu hết các đài cả trung ương lẫn đài địa phương tại Trung Quốc trong cùng một khung giờ phát sóng như nhau nhằm đảm bảo rằng khán giả có thể xem chương trình bằng truyền hình trên cả nước. Tất cả các đài truyền hình tỉnh cũng đều có những phóng viên và người biên tập có nghĩa vụ cung cấp bổ sung cho chương trình những thông tin và nội dung có liên quan tại khu vực.
Nội dung chương trình bao gồm một bản tin hàng ngày dài khoảng ba mươi - bốn mươi phút, bắt đầu với phần thông báo phát sóng và tiếp tục đến phần điểm tin chi tiết. Trong những trường hợp đặc biệt, chương trình sẽ được kéo dài thời lượng lên hơn 30 phút. Ví dụ, vào năm 1997, cái chết của Đặng Tiểu Bình đã kéo dài thời gian phát sóng chương trình dài hơn so với thông thường. Xuyên suốt phần báo cáo tin tức sẽ là một khung cảnh bao gồm hai người ngồi ở trước màn hình và một cửa sổ cho thấy phòng kỹ thuật đằng sau. Qua hơn bốn thập kỷ phát sóng, định dạng của chương trình hầu như không thay đổi ngay cả trong chi tiết của nó. Ngôn ngữ Quan thoại luôn được sử dụng trong suốt thời lượng phát sóng và được coi là ngôn ngữ phổ thông. Khi trình bày tin tức, hầu như biểu cảm của những người dẫn chương trình sẽ không biểu lộ rõ nét trên khuôn mặt.
Trước tháng 1 năm 2013, việc đưa tin của chương trình sẽ không bao giờ có sự "hai chiều" (tức các đối thoại trực tiếp có mặt phóng viên hay nhà bình luận nào đó) hoặc các phần tin tức phát sóng trực tiếp ngoại trừ sự kiện phóng tàu vũ trụ Hằng Nga 2 vào ngày 1 tháng 10 năm 2010. Dù vậy, một phần tin tức phát sóng trực tiếp đầu tiên đã được thực hiện vào ngày 26 tháng 1 năm 2013. Tính đến nay, phần nhạc hiệu của chương trình về cơ bản không hề có sự thay đổi kể từ năm 1988.
Sự phổ biến có hệ thống và các đặc điểm nhận dạng đặc trưng của chương trình đã khiến The Washington Post gọi nó là "một trong những chương trình tin tức hàng ngày được xem nhiều nhất trên thế giới". The Wall Street Journal đã công bố một bài báo vào năm 2006, tính toán rằng chương trình có lượng khán giả theo dõi gấp mười bốn lần chương trình tin tức có lượng người xem cao nhất ở Hoa Kỳ. Các tính toán dựa trên số liệu thống kê chính thức cũng cho thấy có tới hơn 135 triệu người theo dõi chương trình mỗi ngày. Buổi phát sóng đầu tiên của chương trình lúc 19:00 theo UTC+8 sẽ được phát cùng một lúc trên CCTV-1, CCTV-7 và CCTV-13 và đồng thời trên kênh chính của các đài tỉnh, thành phố trực thuộc trung ương cũng như các đài phát thanh trên cả nước. Sau đó CCTV-13 sẽ phát lại chương trình vào lúc 9:00 tối cùng ngày, trong khi CCTV-4 thường phát lại ngay sau đó và CCTV-1 là lúc 4:59 sáng hôm sau. Trong một số phiên bản phát lại trên các kênh truyền hình ngôn ngữ thiểu số, chương trình đã được lồng tiếng thành ngôn ngữ địa phương để phù hợp với người xem tại các khu vực và đảm bảo rằng tất cả mọi người đều sẽ có thể theo dõi nó trên cả kênh truyền hình trả phí lẫn không trả phí.
Từ ngày 18 tháng 7 năm 2020, Tân Văn Liên Bố đã được chuyển sang định dạng độ nét cao 16:9.

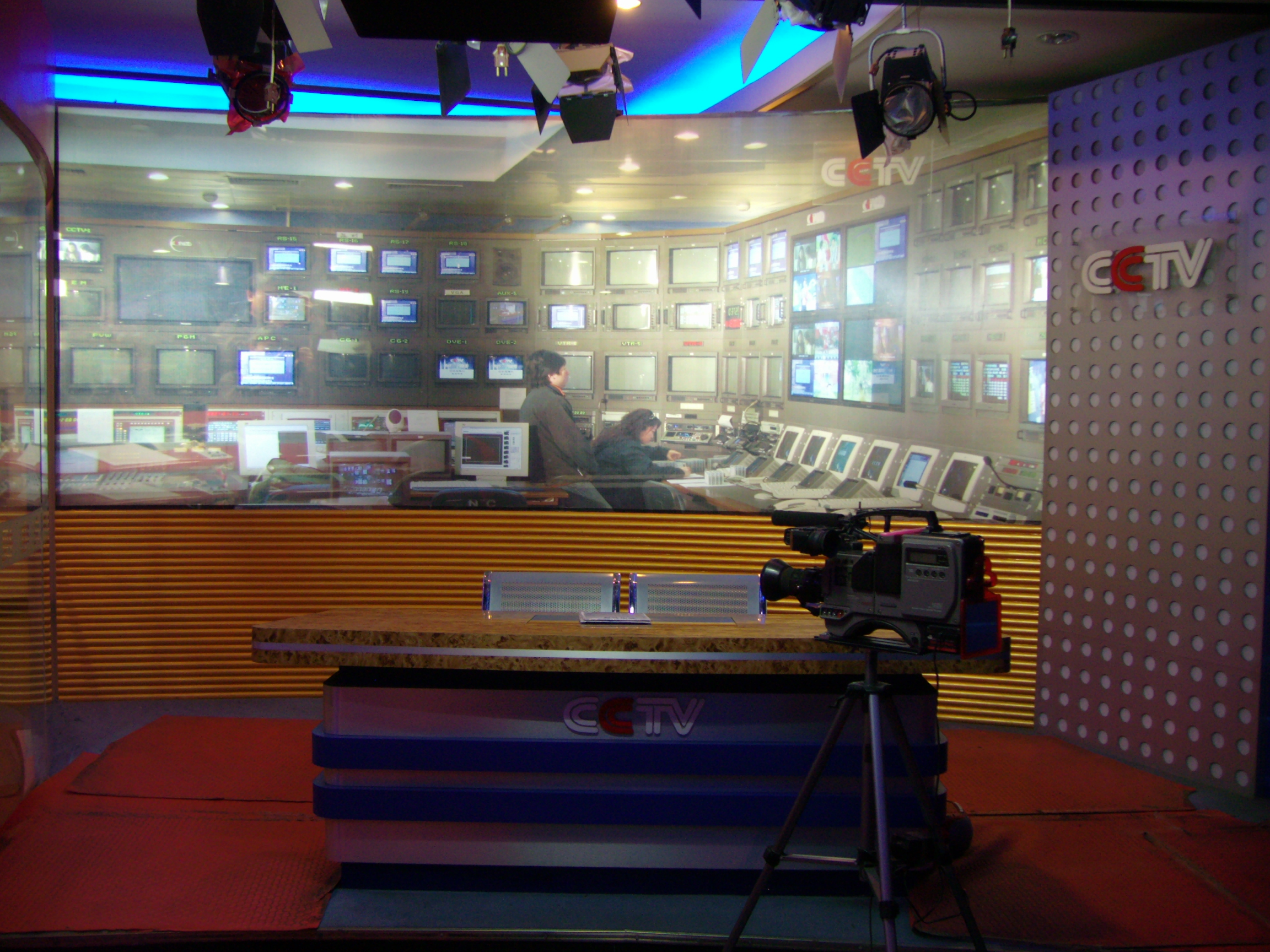
Trường quay Xinwen Lianbo ngày 15 tháng 5 năm 2012

### Dẫn chương trình
Việc dẫn chương trình luôn được thực hiện bởi hai người, trong đó bao gồm một nam và một nữ. Từ năm 1989 đến năm 2006, những người dẫn chương trình chính là Xing Zhibin và Luo Jing, cùng với đó cũng được hỗ trợ bởi bốn người dẫn chương trình khác. Vào ngày 5 tháng 6 năm 2006, hai người dẫn chương trình trẻ hơn đã được giới thiệu, đó là Lý Tử Manh và Khương Huy.

#### Hiện tại
- Bảo Hiểu Phong (nữ, 寶曉峰/宝晓峰)[11]
- Cương Cường (nam, 剛強/刚强)
- Quách Chí Kiên (nam, 郭志堅/郭志坚)
- Hải Hà (nữ, 海霞)
- Lý Tử Manh (nữ, 李梓萌)
- Khương Huy (nam, 康輝/康辉)
- Âu Dương Hạ Đan (nữ, 歐陽夏丹/欧阳夏丹)
- Phan Đào (nam, 潘涛)
- Nghiêm Ô Tín (nam, 嚴於信/严於信)
- Trịnh Lệ (nữ, 鄭麗/郑丽)

#### Trước đó
- Đỗ Hiến (nữ, 杜憲/杜宪); bị xóa khỏi chương trình sau khi bày tỏ cảm xúc trước tin tức về cuộc biểu tình tại Quảng trường Thiên An Môn năm 1989.
- Lang Vĩnh Thuần (nam, 郎永淳)
- Lý Thụy Anh (nữ, 李瑞英)
- Lý Tu Bình (nữ, 李修平)
- La Kinh (nam, 羅京/罗京); đã qua đời
- Vương Ninh (nam, 王寧/王宁)
- Hình Chí Bân (nữ, 邢質斌/邢质斌)
- Trương Dân (nam, 張宏民/张宏民)
- Tiết Phi (nam, 薛飛/薛飞); bị xóa khỏi chương trình sau khi bày tỏ cảm xúc trước tin tức về cuộc biểu tình tại Quảng trường Thiên An Môn năm 1989.

## Ý nghĩa chính trị

### Giá trị tin tức
Những tin tức nào được coi là quan trọng nhất đối với các nhà báo Trung Quốc làm việc cho các phương tiện truyền thông chính thống hoặc báo chí tuyên truyền ngày nay? Xu Zhaorong, một phóng viên của Tân Hoa Xã đã đưa ra 14 nhận xét sau (tại Hội nghị chuyên đề về báo chí 1998):
- 1. Các hoạt động quan trọng, thay đổi về nhân sự và các cuộc họp của đảng và nhà nước như tin tức về Quốc khánh, các cuộc họp của Đảng và Đại hội đại biểu Nhân dân toàn quốc;
- 2. Các hoạt động của lãnh đạo Đảng và Nhà nước như đi thị sát, tiếp khách nước ngoài, gặp đại biểu trong nước, đi và đến nước ngoài, tiệc trà tự tổ chức;
- 3. Các chủ trương, chính sách, pháp luật, nội quy, quy chế và các văn bản quan trọng của Đảng và Nhà nước;
- 4. Các bài bình luận quan trọng về một số sự kiện hay chính sách nào đó [...]

-  Li Xiguang
Tân Văn Liên Bố được coi là cơ quan ngôn luận chính thức của đảng và nhà nước. Như với tất cả các chương trình phát sóng tin tức ở Trung Quốc đại lục, thứ tự phát sóng của mục tin tức sẽ được quyết định bởi tầm quan trọng chính trị xã hội của cá nhân hoặc nhóm tổ chức có liên quan (chứ không dựa vào độ quan trọng của tin tức). Vì vậy, hoạt động của Tổng Bí thư Đảng Cộng sản Trung Quốc hầu như luôn được coi là mục tin tức ưu tiên, sau đó là báo cáo về các ủy viên Thường vụ Bộ Chính trị theo thứ tự cấp bậc.
Chương trình đã bị chỉ trích nặng nề với lý do trình bày các thứ tự tin tức quá cứng nhắc và tập trung nhiều vào các nhà lãnh đạo đảng nhà nước hơn là những tin tức quan trọng trong xã hội và thế giới, đồng thời cũng thiếu đi tính trung lập và các quan điểm phản biện riêng. Trung bình khoảng một nửa thời lượng chương trình chỉ dành cho các nội dung báo cáo chính trị: thông báo của đảng, cuộc họp của chính phủ hoặc hoạt động của các nhà lãnh đạo.

### Định hướng tin tức
Chương trình đóng một vai trò quan trọng trong công tác truyền bá tư tưởng của Đảng Cộng sản Trung Quốc với các cấp đại chúng và cơ sở. Zhan Jiang, một giáo sư tại Đại học Khoa học Chính trị Thanh niên Trung Quốc, đã tóm tắt nội dung của chương trình bằng ba cụm từ: "Các nhà lãnh đạo bận rộn, đất nước đang phát triển nhanh chóng, các quốc gia khác đang hỗn loạn".
Một mặt, đây là nguồn tin tức có phạm vi tiếp cận rộng nhất trong đông đảo người dân tại Trung Quốc. Do đó, chương trình đã tạo cơ hội cho đảng để ảnh hưởng tư tưởng và phổ biến chính sách của mình đến với quần chúng. Theo Li, việc xem bản tin theo truyền thống giống như "một nghi lễ quốc gia trong bàn ăn của gia đình".
Mặt khác, nó đã được sử dụng như một cơ chế để thông báo những báo hiệu trong chính sách và sắp xếp nhân sự. Các chính sách mới sẽ được đưa ra bởi các báo cáo đặc biệt, chẳng hạn như trong việc giới thiệu học thuyết Ba đại diện vào năm 2002. Các bức ảnh xếp hạng của Ủy ban Thường vụ Bộ Chính trị trong các tin tức thông báo về việc sắp xếp nhân sự cũng sẽ cho thấy những quyền lực tương đối của họ: "Mỗi nhà lãnh đạo sẽ được phân bổ một số giây nhất định trước mặt máy quay với việc biên tập và sửa đổi cẩn thận bởi bộ phận tuyên truyền của đảng". Điều này cũng được tính là một hình thức cực đoan thái quá của chương trình, bởi vì bất kỳ thông tin sai lệch nào cũng có thể gây ra hậu quả nghiêm trọng.
Một ví dụ về điều này, trong chương trình phát sóng vào ngày đàn áp Quảng trường Thiên An Môn năm 1989, sau khi bị phát hiện đọc chậm tin tức hơn so với thường ngày cùng với việc bày tỏ cảm xúc trên khuôn mặt của mình trước máy quay đã khiến cho Du Xian và Xue Fei bị xóa tên khỏi danh sách người dẫn chương trình vì đã không tuân theo qui định về việc đưa tin của chương trình.

## Giảm phổ biến
Tất cả các chương trình CCTV trong thời kỳ tư nhân hóa đều phải chịu những áp lực về mặt thương mại, tuy nhiên Tân Văn Liên Bố lại ít bị ảnh hưởng hơn hầu hết. Lý do cho điều này là bởi vì chương trình có ít đối thủ cạnh tranh, mặc dù chương trình truyền hình tin tức Phượng Hoàng của Hồng Kông và chương trình tin tức Dragon TV của Thượng Hải đang cạnh tranh nhau về lượng người xem một cách khốc liệt. Tuy không có quảng cáo xuyên suốt chương trình nhưng các vị trí quảng cáo trước và sau chương trình đều được bán với giá 100.000 USD cho mỗi spot, trong đó vị trí năm giây ngay trước giờ phát sóng được coi là spot quảng cáo đắt nhất được cung cấp, với giá cao nhất là 24 triệu nhân dân tệ vào năm 2003 (chiếm khoảng 7% doanh thu quảng cáo hàng năm của CCTV).
Trong một bài báo, China Daily nhận định rằng sự quan tâm của người xem đến chương trình đã bắt đầu giảm xuống, khi lượng người xem chỉ còn chiếm khoảng 10% so với 40% trước năm 1998. Điều này một phần là do báo cáo về các thông báo chính thức của chính phủ khá nhàm chán đã thu hút rất ít sự quan tâm. Từ sau ngày 20 tháng 6 năm 2009, Tân Văn Liên Bố đã tập trung nhiều hơn vào các báo cáo phê bình và những câu chuyện liên quan đến con người, xã hội.

## Thời gian phát sóng
Thời gian phát sóng chính thức của chương trình là 19:00-19:30 (theo UTC+08:00).

### Trực tiếp
- CCTV-1, CCTV-13 và CCTV-7: Hàng ngày lúc 19:00-19:30 CST

### Phát lại (trên CCTV)
- CCTV-4: ngày tiếp theo từ 22:30-23:00 và 02:00-02:30 (Châu Á); 03:00-03:30 (Châu Âu), 05:30-06:00 (Châu Mỹ) CST
- CCTV-13: hàng ngày lúc 21:00-21:30 CST
- CCTV-1: ngày tiếp theo từ 04:59-05:29 CST

### Phiên bản ngôn ngữ quốc tế

#### Nhật Bản
- CCTVDaifu với phiên bản tiếng Nhật: Hàng ngày lúc 20:00-20:30 JST (19:00-19:30 CST).

## Tranh cãi

### Rất khiêu dâm rất bạo lực
Vào ngày 27 tháng 12 năm 2007, Tân Văn Liên Bố đã phát sóng một phóng sự về sự phổ biến và dễ dàng của nội dung khiêu dâm trên internet, đồng thời cũng kêu gọi các tổ chức pháp lý và chính phủ nhanh chóng đưa ra qui định và luật lệ liên quan để thanh lọc môi trường internet. Trong báo cáo, một sinh viên trẻ đã mô tả một quảng cáo pop-up mà cô thấy là "rất khiêu dâm rất bạo lực". Sau khi phóng sự được phát sóng, nhiều phiên bản nhại lại đã được đăng lên bởi những người sử dụng internet nhằm chế giễu phóng sự của chương trình. Vụ việc cũng đã đặt ra một câu hỏi lớn về độ tin cậy của chương trình vì khả năng có sự tồn tại của một trang web được cho là "rất khiêu dâm rất bạo lực" là không thực tế, cộng với đó là độ tuổi của học sinh được phỏng vấn. Thông tin cá nhân của cô gái được phỏng vấn trong phóng sự sau đó đã bị rò rỉ. Bê bối phóng sự sau này vẫn được nhiều nguồn báo nhắc tới. Thậm chí một số tác phẩm châm biếm còn tuyên bố rằng trang web chính thức của CCTV là trang web "rất khiêu dâm rất bạo lực" số một trên Internet và xác định những thứ có màu vàng là khiêu dâm (từ 黄, huáng, ký tự tiếng Quan thoại cho "màu vàng", cũng có nghĩa là "khiêu dâm").

### Cảnh quay Chengdu J-10
Vào ngày 23 tháng 1 năm 2011, chương trình đã giới thiệu mẫu máy bay tiêm kích Chengdu J-10 trên không bằng cách bắn một tên lửa vào một máy bay, máy bay mục tiêu sau đó đã phát nổ. Đoạn phim này kéo dài nửa giây và chiếc máy bay bị phá hủy được xác định là của F-5E, một máy bay chiến đấu của Mỹ. Tuy nhiên nhiều người sau đó đã phát hiện ra việc đoạn phim trên được lấy từ bộ phim Top Gun ra mắt năm 1986 của Mỹ.